# Rhodes Must Fall
Rhodes Must Fall (Rhodes doit tomber en anglais) est un mouvement de protestation étudiant sud-africain qui a débuté le 9 mars 2015 à l'université du Cap, quand des étudiants ont exigé et obtenu le déboulonnage de la statue commémorant Cecil Rhodes, située à l'entrée du campus. Ce mouvement de dé-commémoration s'inscrit dans le cadre de la décolonisation du savoir en particulier, et de l'espace public en général.

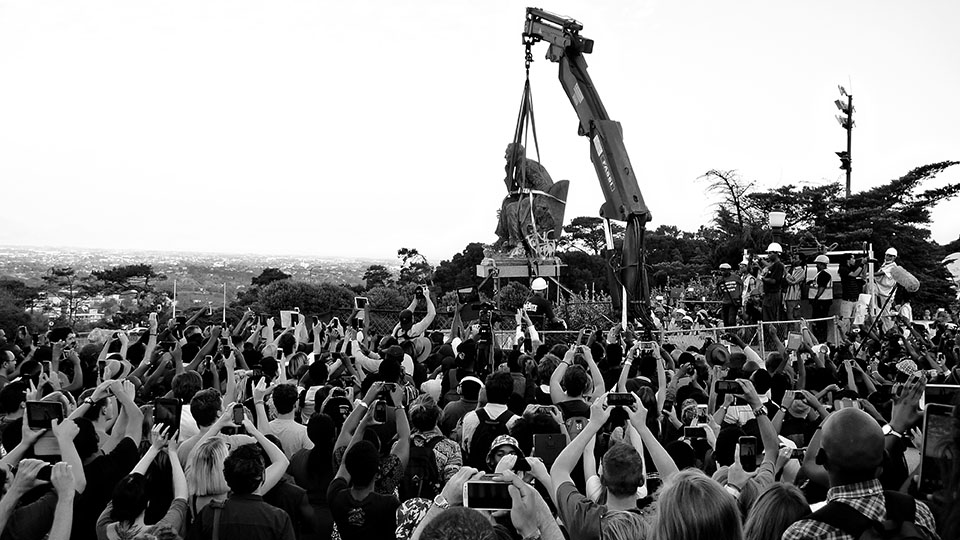
Retrait de la statue de Cecil Rhodes du campus de l'université du Cap le 9 avril 2015. Le mouvement Rhodes must fall aurait été motivé par le désir de décoloniser le savoir et l'éducation en Afrique du Sud,.

Le collectif Rhodes Must Fall (RMF), composé d'étudiants et de membres du personnel, s'est mobilisé pour engager une action directe contre ce qu'ils perçoivent comme la persistance d'un racisme institutionnel à l'université du Cap, contre l'absence perçue de transformation raciale et contre les problèmes d'accès aux logements sur le campus. Leur action s'est concentrée en premier lieu sur la statue de Cecil John Rhodes, fondateur de la Rhodésie et de la bourse Rhodes, qu'ils ont érigé en symbole oppressant de la suprématie blanche, des discriminations raciales, économiques, culturelles et sexuelles. Leur objectif est de remettre aussi en cause un environnement et un enseignement universitaire jugé trop occidental à leurs yeux.
Le mouvement a inspiré d'autres mouvements d'étudiants en Afrique du Sud et à travers le monde grâce aux réseaux sociaux et pour les mêmes motifs. Dénonçant un enseignement international et une culture véhiculant ou glorifiant un passé dominé par les hommes blancs occidentaux, ces étudiants, particulièrement en Afrique du Sud, ont utilisé divers modes d'actions relativement violents : occupation des locaux universitaires, manifestations, désobéissance civile, jets d'excréments humains sur les statues contestées, autodafés, destructions d’œuvres d'arts, de véhicules et de bâtiments.

## Contexte

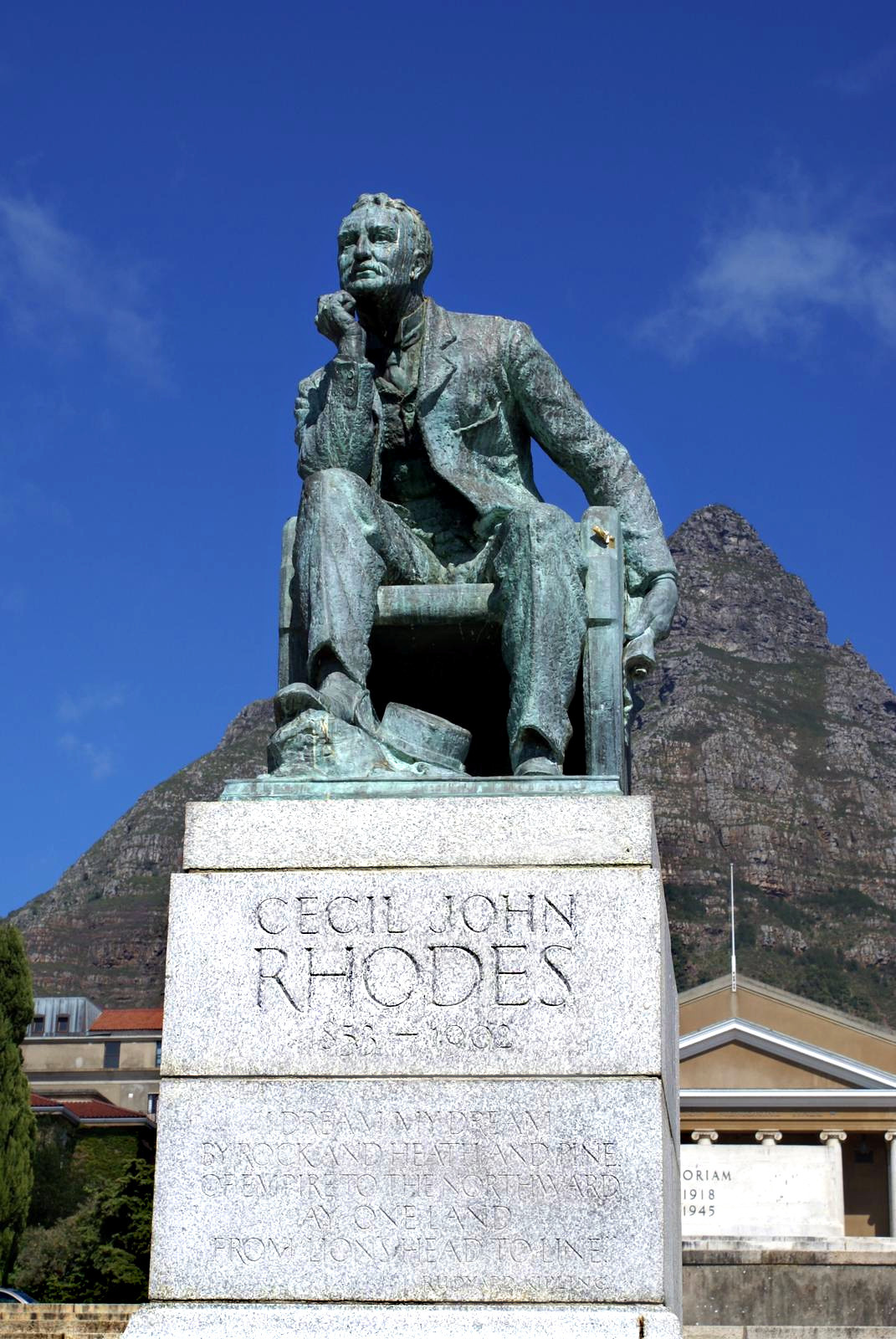
La statue de Cecil John Rhodes (1934) - œuvre de Marion Walgate - a été érigée à l'entrée du campus de l'université du Cap en signe de gratitude pour le terrain généreusement donné par le magnat des mines pour y construire l’université. En 2015, une partie des étudiants en fait un symbole politique pour dénoncer la composition du corps enseignant de l'université où la majorité des postes de direction sont occupés par des Sud-Africains blancs. Elle est finalement déboulonnée en avril 2015.

Depuis la fin de la domination de la minorité blanche sur les institutions politiques de l'Afrique du Sud (1994), le pays est gouverné par le congrès national africain (ANC). Une élite économique noire a émergé tandis que la minorité blanche s'est adaptée et a restructuré ses intérêts dans le cadre du néolibéralisme soutenu et développé par les divers gouvernements successifs.
Or, 20 ans après les premières élections nationales non raciales au suffrage universel, les inégalités sociales et économiques se sont maintenues ou ont augmenté tandis que les secteurs clés de l’économie (agricultures et mines) restaient fortement marquées par l’héritage de l'apartheid. L'éclatement de l’alliance entre l'ANC et les syndicats, intervenu au milieu des années 2010 est corrélative de la montée de l'opposition libérale mais aussi d'une montée de l'opposition radicale. Dans un contexte social explosif et par la critique de la transformation estimée trop lente du pays, les mouvements étudiants, qui se développent en 2015 et 2016, remettent notamment en cause la transition pacifique opérée au début des années 90 entre l'ANC et la minorité blanche.
Ainsi, au début de l'année 2015, l'université du Cap est en proie à de fortes tensions sociales entre une partie de la jeunesse étudiante, notamment panafricaniste, et la direction de l'université, majoritairement blanche, illustrant la rancœur et la persistance des tensions raciales en Afrique du Sud. Parmi les sujets de mécontentements invoqués par une partie des étudiants figurent la lenteur des changements raciaux au sein de la direction et du cadre enseignant (trop de blancs, pas assez de noirs et de coloureds), la persistance supposée d'un racisme institutionnel via notamment le montant des frais d'inscriptions ou de scolarités ou encore les conditions de logement des étudiants non blancs.

## Université du Cap
En 2014, l'université du Cap compte environ 31 % d’étudiants blancs pour 44 % d’étudiants noirs, coloured et indiens.

### La contestation de la statue de Rhodes

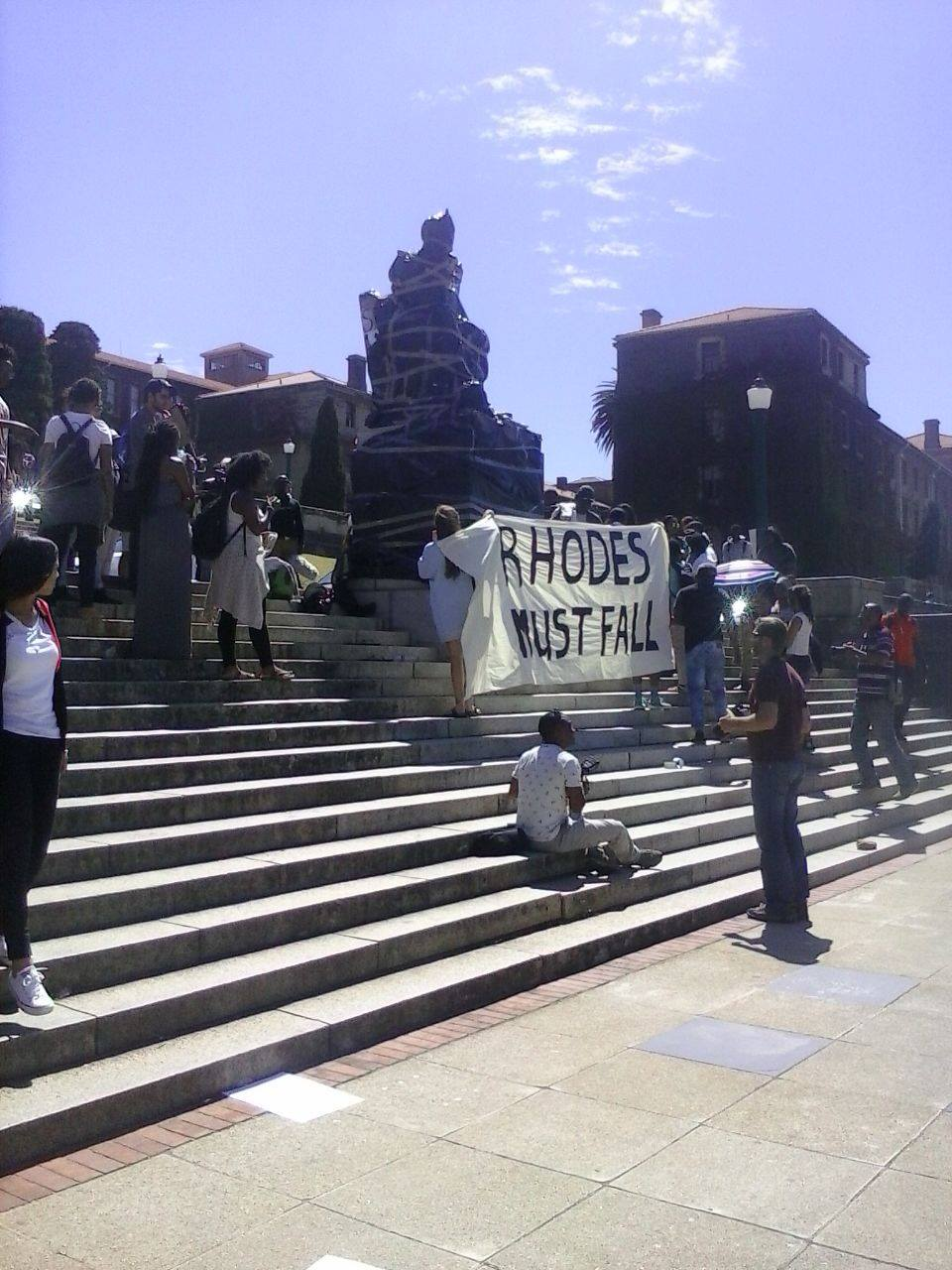
Manifestants réclamant le retrait de la statue.

La statue en bronze de Cecil Rhodes, située aux pieds des escaliers menant à Jameson Hall, le bâtiment néoclassique principal de l'université du Cap, fait symboliquement les frais de cette contestation étudiante. Érigée en 1934 en remerciement du legs foncier qu'il a laissé à l’université, l'ancien premier ministre de la colonie du Cap, symbole de l'impérialisme britannique de la fin du XIXe siècle, est représenté assis dans un fauteuil, un peu à la manière du penseur de Rodin, son visage et ses yeux fixés sur l’horizon. Sur le socle de la statue est gravé un extrait d’un vers de Rudyard Kipling.
Tout commence le 9 mars 2015 par des excréments humains jetés sur la statue de l'ancien magnat des mines par un étudiant noir. Le geste est très médiatisé notamment par les réseaux sociaux et par internet. S'il s'agit de dénoncer au départ le symbole de suprématie blanche que représente la statue, des étudiants se mobilisent avec le soutien de certains employés et enseignants de l’université, pour dénoncer la trop lente transformation raciale de l'université (corps universitaire et cursus) et exiger la décolonisation du contenu des cours, un meilleur accès à l’enseignement supérieur et au logement étudiant pour les Noirs.
La statue devient dès lors un point de ralliement de tous les contestataires derrière la bannière « Rhodes Must Fall », qu'ils soient autonomistes, anarchistes, militants d'organisations politiques panafricanistes, de l'ANC voire des non affiliés. Il s'ensuit l'occupation du siège de l’administration centrale de l’université par des étudiants se réclamant de Steve Biko et de la conscience noire. Manifestations et initiatives collectives se multiplient dès lors.
Sous pression, le conseil de l’université vote le 27 mars 2015, en faveur du démantèlement de la statue de Rhodes, laquelle est d'ailleurs recouverte à la suite d'une décision du vice-chancelier de l'université, Max Price.

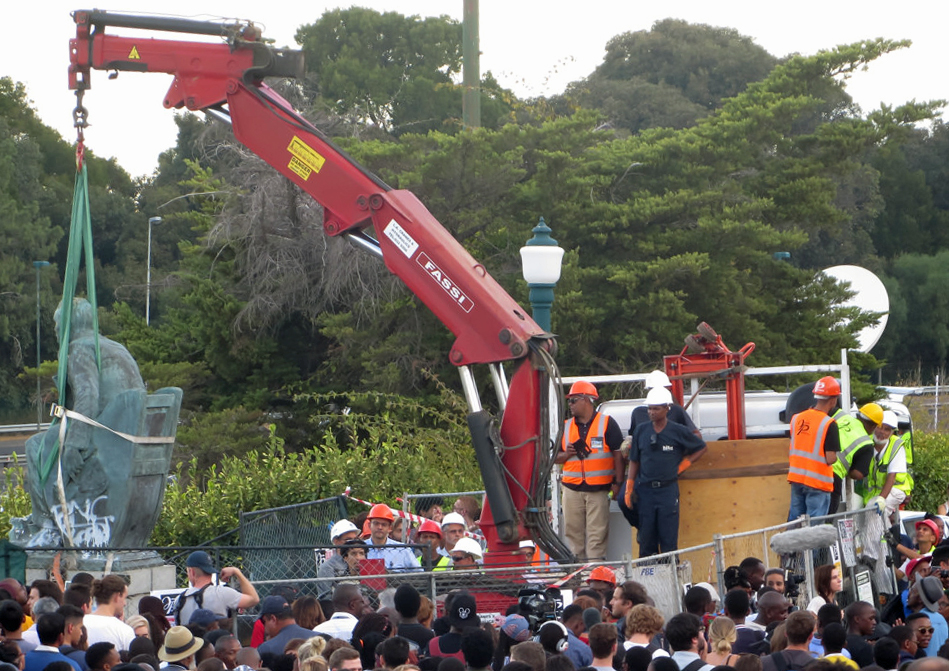
Retrait de la statue de Rhodes en avril 2015.

Le 8 avril 2015, le conseil d'administration de l'université est perturbée et interrompue par des manifestants scandant des slogans de l'ère de la lutte contre l'apartheid (un colon une balle).
Le 9 avril 2015, la statue de Rhodes est retirée de son site devant les caméras de télévision et remisée en attendant un futur lieu d'accueil, la statue étant protégée en tant que patrimoine historique.
Pour autant, la mobilisation, qui s’est étendue à d’autres universités, ne faiblit pas, d'autant plus que le symbole qu'elle représentait a été repris par les Combattants pour la liberté économique (EFF), le parti le plus virulent dans son soutien aux étudiants. Ce dernier appelle à s'attaquer à travers tout le pays, à toutes les statues associées à la domination blanche de l'Afrique du Sud, le retrait de la statue de Rhodes n'étant, selon ses dirigeants, qu'une étape vers l'éradication de la suprématie blanche en Afrique du Sud.

### L'aggravation des tensions sociales et raciales
Si les tensions sociales et ethnolinguistiques s'aggravent au sein de l'ensemble des établissements universitaires du pays, elles sont particulièrement vives à l'université du Cap (manifestations contre les frais d'inscriptions, contre l'encadrement enseignant, contre les thématiques enseignées estimées trop occidentaliste ou contre la pénurie de logements étudiants; occupation de locaux et attroupements obstruant la circulation sur la voie publique).
En février 2016, des membres de RMF installent sur les marches menant à Jameson Hall une cabane semblable à celles que l'on trouve dans les camps de squatters et les townships sud-africains afin de dénoncer l’insuffisance de logements étudiants et l’iniquité à leurs yeux de l’allocation étudiante. L'évacuation du campement par la police du campus débouche sur une montée en gamme des incivilités (vandalisme ciblé, destruction d’œuvres d'arts, vols, menaces et agressions, incendie du bureau du vice-chancelier, autodafés), le tout sur fond de ressentiments raciaux,,, plus particulièrement de slogans haineux et d'actes anti-blancs au sein même de l'université,,. À la suite de la destruction de biens publics appartenant à l'université (notamment un car scolaire, une navette, des photographies, des peintures à caractère historique et des portraits officiels du monde académique), l'université a déposé plainte au pénal et demandé la suspension de RMF, à l'origine des incidents graves intervenus au sein ou aux abords de l'université.

## Université de Rhodes
À la suite du mouvement étudiant au Cap, les étudiants de l’université Rhodes (nommée en l'honneur de Cecil Rhodes) lancent leur propre mouvement des étudiants noirs (Black Students Movement), là encore pour dénoncer le racisme qu'ils subiraient et leur exclusion des meilleures universités du pays. Ils dénoncent aussi un enseignement, un fonctionnement et des locaux universitaires (notamment l'architecture), qui ne leur sont pas adaptés, ou dans lesquels ils ne se sentent pas chez eux, alors que 64 % des étudiants sont noirs, coloured ou indiens.

## Université de Stellenbosch
Le mouvement fait également des émules à l’université de Stellenbosch, autrefois le bastion afrikaner, dont les étudiants sont blancs à plus des deux tiers, et où l'afrikaans est la principale (mais pas unique) langue d'enseignement. S'il n'y a pas de Rhodes à déboulonner, seulement la statue de Jan Marais (en) (1851-1915), un philanthrope afrikaner, c'est surtout l'afrikaans qui est l'objet de la contestation des étudiants noirs minoritaires, qui estiment qu'elle est un facteur d'exclusion de leur communauté (notamment parce qu'ils ne l'apprennent plus durant leur scolarité alors qu'elle est la langue maternelle des coloureds et de la majorité des Blancs). Ils font du rejet de l’afrikaans comme langue d’instruction leur objectif et dénoncent par ailleurs la persistance de la ségrégation raciale à Stellenbosch. En novembre 2015, sous pression des médias nationaux et du gouvernement, la direction de l'université recommande que l’anglais remplace l'afrikaans comme lingua franca de l’université. Une nouvelle politique linguistique est par la suite adoptée, faisant conjointement de l'anglais et de l'afrikaans les langues médiums d’apprentissage et d’enseignement de l’université .

## Université de Pretoria
Comme à Stellenbosch, la question linguistique est soulevée à l’université de Pretoria, où l'afrikaans est à son tour abandonné au profit de l'anglais, sous la pression des étudiants affiliés aux Economics Freedom Fighters.

## Autres monuments objets de la contestation anti-coloniale

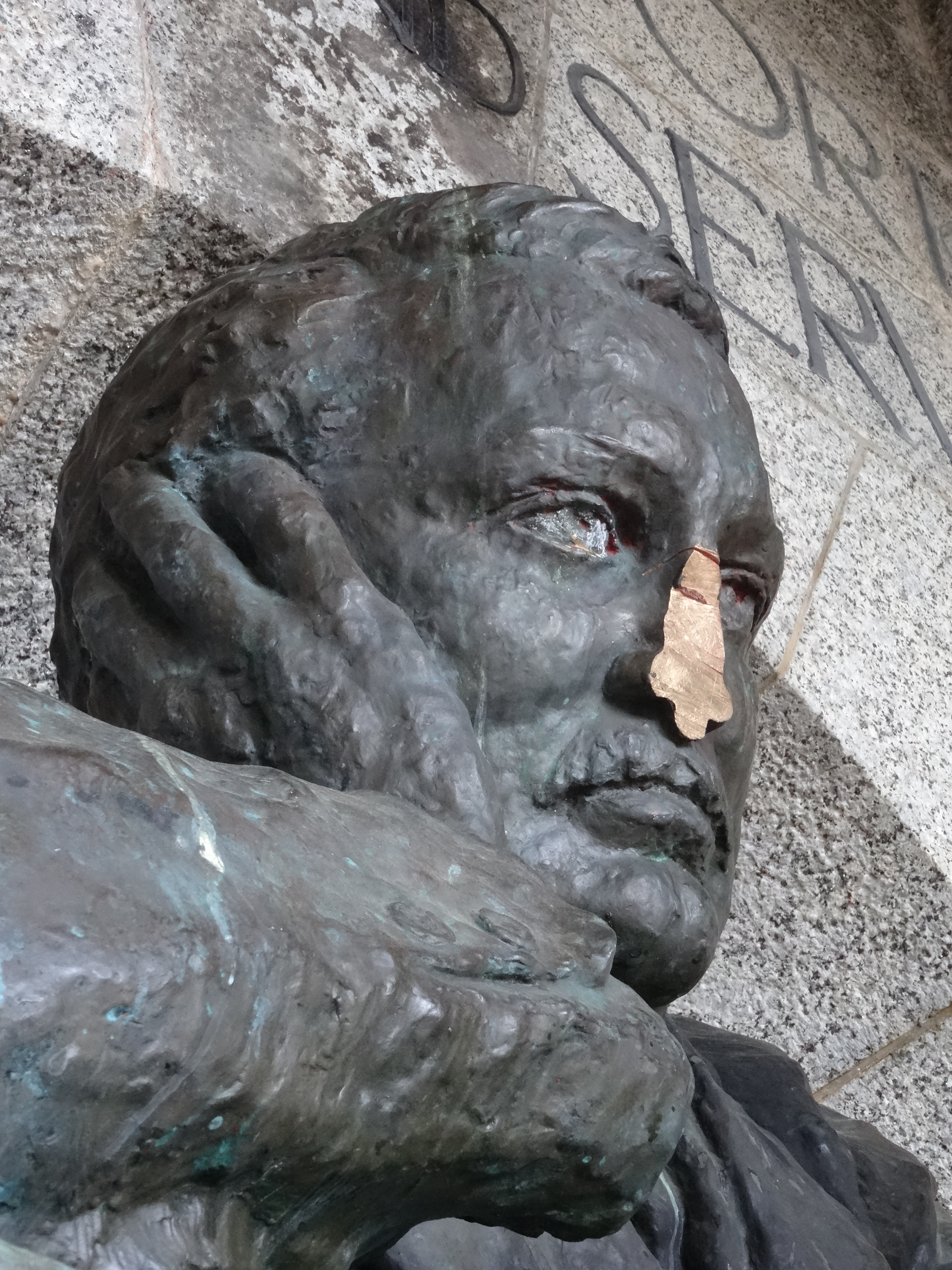
Statue de Cecil Rhodes au Rhodes Memorial en octobre 2015, après que son nez a été tranché par des inconnus.

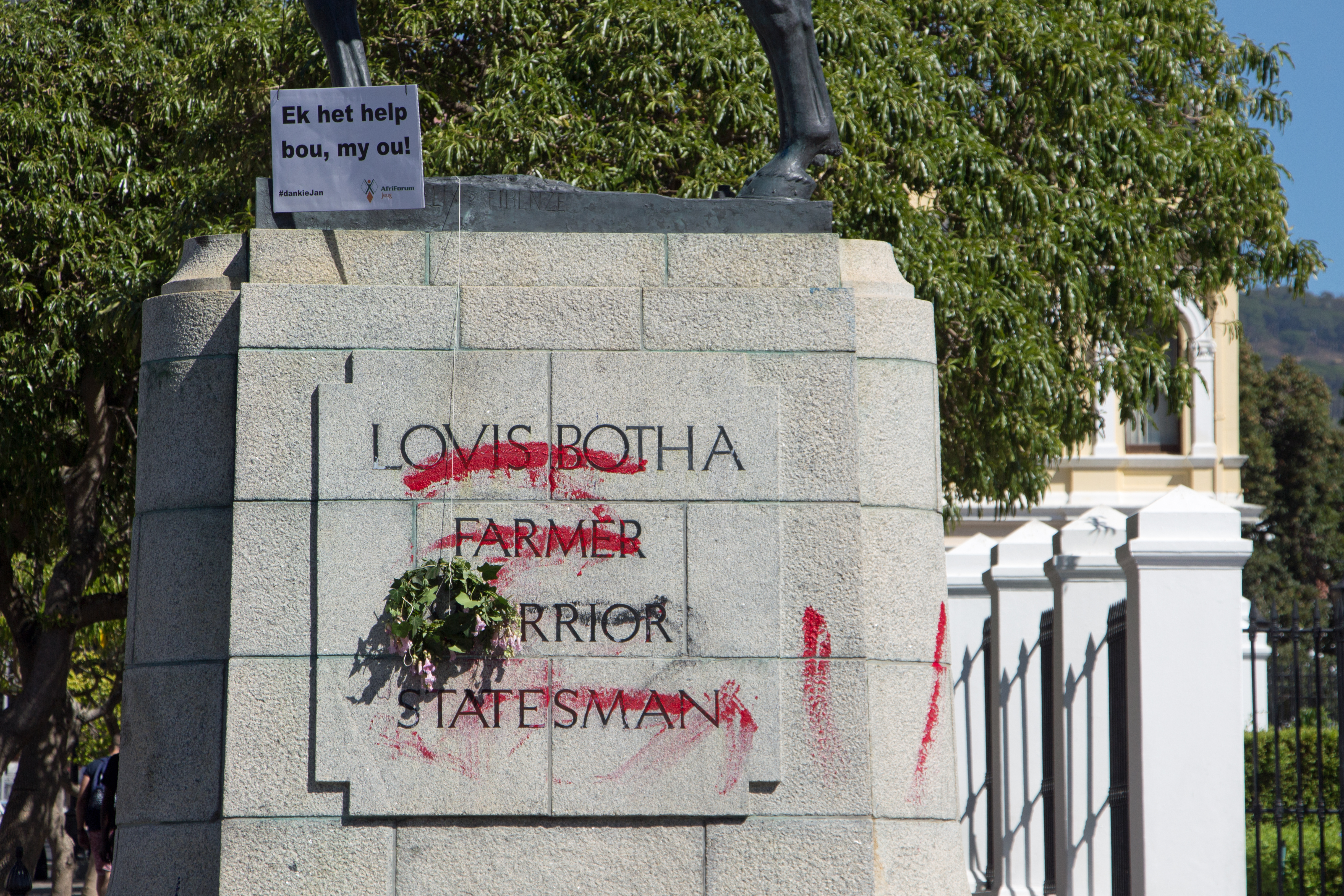
Socle dégradé par des jets de peinture de la statue de Louis Botha devant le parlement au Cap.

Bien que non structuré, c'est sous la bannière du mouvement Rhodes must fall, et à l'appel de Julius Malema, le chef des EFF, à détruire tous les monuments liés à l'histoire des Blancs d'Afrique du Sud, que d'autres statues symbolisant la domination blanche sont vandalisées durant plusieurs semaines à travers le pays, notamment la Statue de la Reine Victoria à Port Elizabeth, la statue équestre de Louis Botha et  le Rhodes Memorial au Cap, la statue du roi George V à l'université de Durban, la statue de Johannes Strijdom à Krugersdorp, plusieurs statues de Paul Kruger (l'une iconique située à Pretoria, une autre à Rustenburg et la troisième à Krugersdorp) ainsi que divers monuments commémorant la seconde guerre des Boers tels que le  War Memorial de Uitenhage et le Horse Memorial à Port Elizabeth.
À l'université de l'État-Libre, c'est sur fond de violentes tensions raciales et sociales que la statue du président Charles Swart est incendiée, déboulonnée et jetée dans un étang.

## Le manifeste de l'essor d'une opposition pluraliste et radicale
Conjointement avec d'autres mouvements étudiants regroupés sous des slogans tels Fees Must Fall (les frais [universitaires] doivent tomber), une grande partie des jeunes manifestants de RMF ne se reconnaissent pas dans leur pays, paraissent rejeter entre autres le concept de nation arc-en-ciel (un fantasme), le non racialisme, les conclusions de la commission vérité et réconciliation et globalement le message et l'héritage de Nelson Mandela,. Autour de débats visant non seulement à décoloniser et à africaniser les universités mais aussi à s’interroger sur les notions de race, de genre, d’apprentissage, de définition et de transmission d'un savoir, d'afrocentrisme, ils participent à la renaissance d'un discours anticolonialiste panafricaniste arrimé à des revendications socio-économiques radicales voire révolutionnaires. Ces groupes et les conflits qu'ils génèrent manifestent également de l'essor d'une opposition pluraliste contre le gouvernement et l’ANC au pouvoir qui bénéficie électoralement aux EFF mais aussi à l'Alliance démocratique.

## Émulation internationale

### Université d'Oxford
À la suite de sa victoire au Cap, RMF fait des émules dans les universités anglo-saxonnes, en particulier à Oxford, Cambridge et Berkeley.
Au Oriel College de l'université d'Oxford, une autre statue de Cecil Rhodes est l'objet des récriminations d'étudiants, principalement africains, réunis sous la bannière de RMF à Oxford. Ces étudiants, parmi lesquels des bénéficiaires de la bourse Rhodes, exigent aussi une meilleure prise en compte des cultures "non blanches" et des minorités dans le cursus universitaire. L'ancien président sud-africain, Frederik de Klerk, dénonce le politiquement correct du mouvement, tout comme l'ancien premier ministre australien conservateur, Tony Abbott, pour qui « Rhodes était simplement un homme de son temps ».
Après de vifs débats et des comparaisons avec la campagne de destruction des monuments historiques organisées en Syrie et Irak par le groupe de l'État islamique, l’administration d’Oxford répond par une fin de non-recevoir aux manifestants dont l'un des chefs se fait aussi remarquer par des propos et un virulent racisme anti-blanc.